# Minoa limburgia
Minoa limburgia là một loài bướm đêm trong họ Geometridae.